# Auf dem Wagen

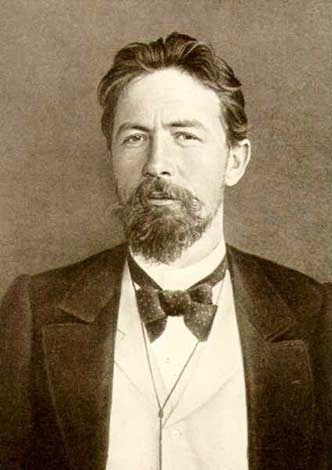
Anton Tschechow

Auf dem Wagen (russisch На подводе, Na podwode) ist eine Erzählung des russischen Schriftstellers Anton Tschechow, die am 21. Dezember 1897 in der Moskauer Tageszeitung Russkije wedomosti erschien.
Ein Frühling in Russland: Seit dreizehn Jahren schon begibt sich die Lehrerin Marja Wassiljewna immer einmal in die Stadt und empfängt dort ihr Gehalt. Diesmal hat sie bei der Gelegenheit Zucker und Mehl gekauft. Nun fährt sie im Wagen des bejahrten Kutschers Semjon auf einer Holperfahrt über aufgeweichte Wege in ihr Dorf Wjasowje zurück.
Lehrerin war Marja gegen ihren Willen geworden. Als Schulkind hatte sie mit den Eltern komfortabel in Moskau am Roten Tor gewohnt. Dann waren die Eltern gestorben. Mit ihrem Bruder, einem Offizier, hatte sie sich geschrieben. Dann war keine Antwort mehr gekommen. Ein Foto von Marjas Mutter, die einzige Erinnerung aus der Moskauer Zeit, verblasst in dem feuchten Wohnraum in der Wjasowjer Dorfschule mit den Jahren arg.
Unterwegs wird die Lehrerin von Herrn Chanow mit seinem Vierspänner überholt. Der um die 40-jährige Wjasowjer Gutsbesitzer lacht. Das Fräulein, wie Marja im Dorf genannt wird, bewundert den immer noch ansehnlichen Junggesellen. Sich verlieben? Marja mag nicht daran denken. Das Mädchen Marja, einst so „jung, hübsch und elegant“, ist auf dem Dorfe vorzeitig gealtert, „ist unansehnlich, plump und ungeschickt geworden“. Marja lebt in ständiger Angst vor Inspektoren und vor den ungehobelten Bauern.
Der Fahrweg, mit tief verschlammten Spurrinnen, wird noch schlechter. Semjon, eigensinnig, meidet die Brücke und nimmt eine Abkürzung. Mitten im Fluss in der Furt bleibt das Pferd stehen. Das Wasser steht ihm bis zum Bauch. Marja wird samt Lebensmittelvorräten durchnässt. Das Pferd stapft ans Ufer. Während Semjon dann an der Schranke des Bahnüberganges kurz vor Wjasowje die Durchfahrt des Abendzuges abwarten muss, steigt Marja, bibbernd vor Kälte, ab. Im schließlich vorbeifahrenden Personenzug verfolgt Marja das Gesicht einer Dame. Dieses sieht ihrer lieben Mutter täuschend ähnlich. Auf einmal, zum ersten Mal in jenen oben erwähnten dreizehn Jahren, wird Marja von den verblassten Bildern aus glücklichen Moskauer Zeiten, nun für wenige Augenblicke überdeutlich geworden, überrascht. In dem Moment überholt sie Chanow, der die Abkürzung nicht genommen hat, zum zweiten Male. Marja lächelt den Gutsbesitzer im Glück an. Aber da ist nach Sekunden auf einmal alle Glückseligkeit, anscheinend für immer, vorbei. Die Schranke hebt sich. Semjon fordert zum Einsteigen auf. Wjasowje wird erreicht.

## Deutschsprachige Ausgaben
Verwendete Ausgabe:
- Auf dem Wagen, S. 242–251 in Anton Tschechow: Die Hexe. Erzählungen. Deutsch von Michael Pfeiffer. 388 Seiten. Aufbau-Verlag, Berlin 1977 (1. Aufl., Lizenzgeber: Rütten & Loening, Berlin)